# Baptria dimidiata
Baptria dimidiata là một loài bướm đêm trong họ Geometridae.